# El Porvenir (Baja California)
El Porvenir es una localidad del estado mexicano de Baja California. Es parte del municipio de Ensenada.

## Demografía
| Gráfica de evolución demográfica |
|                                  |

| Censo | Población |
| ----- | --------- |
| 1980  | 867       |
| 1990  | 1 218     |
| 2000  | 1 642     |
| 2010  | 1 416     |
| 2020  | 1 806     |